# Selección de voleibol de Bosnia y Herzegovina
La Selección de voleibol de Bosnia y Herzegovina es el equipo masculino de voleibol representativo de Bosnia y Herzegovina en las competiciones internacionales organizadas por la Confederación Europea de Voleibol (CEV), la Federación Internacional de Voleibol (FIVB) o el Comité Olímpico Internacional (COI). La organización de la selección está a cargo de la Odbojkaški Savez Bosne i Hercegovine. 

## Historia
En 1992 la antigua República de Bosnia y Herzegovina obtuvo su independencia dejando a Yugoslavia; conseguentemente se formó una nueva selección que hasta la fecha nunca se ha clasificado por una competición internacional, disputando únicamente las fases previas de las calificaciones a la Eurocopa y al Mundial. En las clasificaciones al  Mundial 2014, acaba en última posición la liguilla de la primera fase de clasificación disputada en Zagreb en la cual compitió con Países Bajos, Croacia y Azerbaiyán perdendo cada partido y logrando ganar tan sólo un set frente al conjunto azerí.

## Historial
| Juegos Olímpicos      |
| --------------------- |
| - Sin participaciones |

| Campeonato Mundial    |
| --------------------- |
| - Sin participaciones |

| Liga Mundial          |
| --------------------- |
| - Sin participaciones |

| Campeonato Europeo    |
| --------------------- |
| - Sin participaciones |

| Copa Mundial          |
| --------------------- |
| - Sin participaciones |